# 狭叶茶
狭叶茶（学名：Camellia angustifolia）是山茶科山茶属的植物。分布于中国大陆的广西等地，属中国原产的植物（非从国外引种）。